# 波尔佩纳泽德尔加尔达
波尔佩纳泽德尔加尔达（義大利語：Polpenazze del Garda），是意大利布雷西亚省的一个市镇。总面积9平方公里，人口2559人，人口密度284.3人/平方公里（2009年）。国家统计（ISTAT）代码为017145。